# Sean Bridgers
Sean MacKenzie Bridgers (* 15. März 1968 in Chapel Hill, North Carolina) ist ein US-amerikanischer Schauspieler. Er erlangte Bekanntheit durch die Rolle des Johnny Burns aus der HBO-Serie Deadwood. Daneben trat auch schon als Produzent und Drehbuchautor in Erscheinung.

## Leben und Karriere
Sean Bridgers wurde in der Stadt Chapel Hill, im US-Bundesstaat North Carolina geboren. Sein Vater Ben war Anwalt, der sich u. a. für die Cherokee einsetzte, seine Mutter Sue war Schriftstellerin. Bridgers graduierte von der Western Carolina University und entschied sich Schauspieler und Drehbuchautor zu werden. Er selbst gibt an, dass ihn sein Lieblingsautor Mark Twain und der Schauspieler Robert Duvall, durch seine Darstellung in Comeback der Liebe, für diesen Karriereweg inspiriert hätten.
Seit 1991 ist Bridgers als Schauspieler aktiv. Er war zunächst in Filmen wie Kinder des Zorns 2 – Tödliche Ernte zu sehen, bevor er 1998 die Rolle des William Winters in der Serie Legacy übernahm. Im Jahr 1997 schrieb und produzierte Bridgers den Independent-Film Paradise Falls und übernahm die Rolle des Henry Bancroft. Von 2004 bis 2006 wirkte er als Johnny Burns in der Serie Deadwood mit, wofür er zusammen mit seinen Kollegen 2006 für den Screen Actors Guild Award in der Kategorie Bestes Schauspielensemble in einer Dramaserie nominiert wurde.
In der Folge war Bridgers vor allem als Gastdarsteller in Serien wie Criminal Minds, CSI: Vegas, Cold Case – Kein Opfer ist je vergessen, Private Practice, Bones – Die Knochenjägerin, Lie to Me oder The Mentalist zu sehen. Weitere Filmauftritte verbuchte er in Jug Face, Dark Places – Gefährliche Erinnerung, Trumbo, Raum oder Die glorreichen Sieben im Jahr 2016. Seit 2017 ist er als Louis in der Serie Get Shorty zu sehen.
Sean Bridgers hat drei Kinder, von denen zwei jeweils in kleinen Rollen in den Produktionen ihres Vaters mitwirkten.

## Filmografie (Auswahl)
- 1991: Mord in New Hampshire (Murder in New Hampshire: The Pamela Wojas Smart Story, Fernsehfilm)
- 1992: Kinder des Zorns 2 – Tödliche Ernte (Children of the Corn II: The Final Sacrifice)
- 1993: Road-Kill U.S.A.
- 1994: Nell
- 1995: American Gothic – Prinz der Finsternis (American Gothic, Fernsehserie, 2 Episoden)
- 1995: Once Upon a Time... When We Were Colored
- 1997: Paradise Falls (auch Drehbuch und Produzent)
- 1998–1999: Legacy (Fernsehserie, 11 Episoden)
- 2002: Lullaby
- 2002: Sweet Home Alabama – Liebe auf Umwegen (Sweet Home Alabama)
- 2004–2006: Deadwood (Fernsehserie, 36 Episoden)
- 2006: Criminal Minds (Fernsehserie, Episode 2x06)
- 2006: Cold Case – Kein Opfer ist je vergessen (Cold Case, Fernsehserie, Episode 4x11)
- 2007: CSI: Vegas (CSI: Crime Scene Unit, Fernsehserie, Episode 7x24)
- 2008: 12 Miles of Bad Road (Fernsehserie, 6 Episoden)
- 2008: Witless Protection
- 2008–2009: Private Practice (Fernsehserie, 2 Episoden)
- 2009: Saving Grace (Fernsehserie, Episode 2x09)
- 2009: Bones – Die Knochenjägerin (Bones, Fernsehserie, Episode 5x06)
- 2009: Lie to Me (Fernsehserie, Episode 2x10)
- 2010: The Mentalist (Fernsehserie, Episode 2x18)
- 2010: True Blood (Fernsehserie, Episode 3x07)
- 2011: Hart of Dixie (Fernsehserie, Episode 1x06)
- 2011: The Woman
- 2011–2012: Raising Hope (Fernsehserie, 2 Episoden)
- 2013: Jug Face
- 2013–2016: Rectify (Fernsehserie, 17 Episoden)
- 2014: The Best of Me – Mein Weg zu dir (The Best of Me)
- 2015: Dark Places – Gefährliche Erinnerung (Dark Places)
- 2015: Raum (Room)
- 2015: Trumbo
- 2015: Blue
- 2016: Free State of Jones
- 2016: Die glorreichen Sieben (The Magnificent Seven)
- 2017: And Then I Go
- 2017: Midnight, Texas (Fernsehserie, 2 Episoden)
- 2017–2019: Get Shorty (Fernsehserie, 27 Episoden)
- 2018: The Alienist – Die Einkreisung (The Alienist, Fernsehserie, Episode 1x08)
- 2018: The Man Who Killed Hitler and Then the Bigfoot
- 2019: Deathcember
- 2020: The Blacklist (Fernsehserie, Episode 7x16)
- 2022: Women of the Movement (Fernsehserie, 5 Episoden)
- 2022: Bones and All
- 2023: Your Honor (Fernsehserie, Episode 2x07)